# Humayun Azad
Pour les articles homonymes, voir Azad.
Humayun Azad (Rari Khal, Raj britannique, 28 avril 1947 – Munich, Allemagne, 11 août 2004) était un chercheur et auteur bangladais prolifique d'une soixantaine de livres dont 10 romans, 7 recueils de poésie, 7 livres de littérature comparée, 2 livres pour enfants et de nombreux articles. Il était récipiendaire du Bangla Academy Award (1996) et du Shishu Academy Award for literature.

## Biographie
Titulaire d'un doctorat de linguistique obtenu en 1976 à l'université d'Édimbourg, maître-assistant à l'université de Dacca, ses travaux portaient essentiellement sur la poésie et la littérature. Il était considéré comme le linguiste bangladais vivant le plus important au début du IIIe millénaire. Il était connu également pour ses positions athées et féministes et sa critique ouverte de l'Islam et des musulmans. Il avait soutenu l'intervention américaine contre les Talibans en Afghanistan.
Le 27 février 2004, il est victime d'une tentative d'assassinat à la machette par des assaillants non identifiés après la publication de son roman Pak sarzamin shad bad, d'après la première ligne de l'hymne national du Pakistan, où il fait une description, sans concession, de la nature fanatique et barbare et des activités des fondamentalistes islamistes ayant collaboré avec l'armée pakistanaise pendant la guerre d'indépendance de 1971. Les agresseurs le laissent dans un coma, qui durera quatre jours, après l'avoir blessé au visage et au cou et avoir fait exploser une bombe artisanale destinée à faire fuir la foule. Comme il était très populaire auprès de ses étudiants, son agression soulève un grand émoi sur le campus.
Les groupes dépeints, tout en condamnant cette tentative d'assassinat, exigent alors que son travail soit interdit, qu'une fatwa pour apostasie soit décrétée contre lui et qu'une loi de blasphème soit votée de sorte qu'une telle œuvre ne puisse plus être publiée à l'avenir. La police bangladaise arrête alors deux individus supposés être impliqués dans cette tentative d'assassinat et qui, ironiquement, sont membres de la Awami League, un parti d'opposition qui condamne sans réserve les activités des fondamentalistes.
Le Dr Azad est hospitalisé, à la suite de cet attentat, au Dhâkâ Medical College Hospital où sa famille se plaint du manque d'attention qu'on lui porte. Il est rapatrié ensuite au Combined Military Hospital de Dhâkâ. Il part ensuite à Bangkok pour subir des interventions sur son visage gravement atteint. Il exprime cependant sa volonté de continuer son œuvre contre la montée du fondamentalisme au Bangladesh. Le 11 août 2004, Humayun Azad est découvert mort dans son appartement de Munich en Allemagne où il venait de s'installer depuis trois jours pour sa sécurité personnelle et pour poursuivre des études sur le poète allemand Heinrich Heine.
La famille d'Azad refuse les premières conclusions de la police allemande qui indiquent une mort naturelle.